# География Северных Марианских Островов

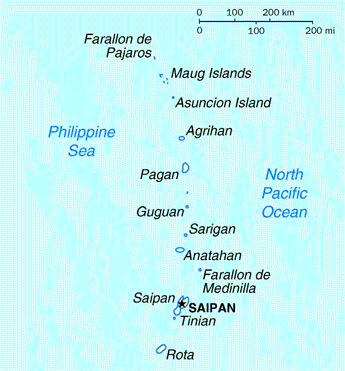
Карта Северных Марианских Островов

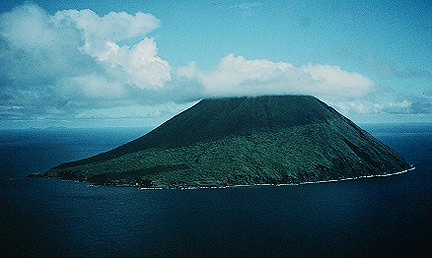
Остров Асунсьон.

Северные Марианские Острова вместе с Гуамом на юге составляют Марианские острова. Площадь суши составляет 457,14 км². Население 85 000 человек (2007). Северная и южная цепи островов протянулись почти на 645 км с севера на юг.
Острова лежат в экорегионе Марианских тропических сухих лесов. Южные острова сложены известняком, с ровными террасами и окаймляющими коралловыми рифами.  Северные острова вулканические, с действующими вулканами Анатахан, Паган и Агрихан. Вулкан на Агрихане самый высокий — 965 метров над уровнем моря. Около одной пятой земли занято под земледелие; еще одна десятая — пастбища. Основным природным ресурсом является рыба, некоторые виды которой находятся под угрозой исчезновения. В результате строительства и освоения земель были созданы свалки, которые загрязнили грунтовые воды на Сайпане, что может привести к болезням среди населения и местных видов фауны.
Острова имеют только морские границы. На юге граничат с островом Гуам и Каролинскими островами (под опекой США, в 1100 км южнее острова Рота), на западе — с Филиппинами, на северо-западе, севере и северо-востоке — с Японией (острова Окинотори, Нампо и Минамитори), на востоке — с Маршалловыми островами (под опекой США). 
В состав входят 14 островов и банка Зеландия: 
| №                | Остров                        | Площадь, км² | Население, чел. (2010) | Наивысшая точка | Пик                 | Координаты                           |
| ---------------- | ----------------------------- | ------------ | ---------------------- | --------------- | ------------------- | ------------------------------------ |
| Северные острова |                               |              |                        |                 |                     |                                      |
| 1                | Фаральон-де-Пахарос (Urracas) | 2,55         | —                      | 319             |                     | 20°33′ с. ш. 144°54′ в. д.           |
| 2                | Мауг                          | 2,13         | —                      | 227             | (Северный остров)   | 20°02′ с. ш. 145°19′ в. д.           |
| 3                | Асунсьон                      | 7,31         | —                      | 891             |                     | 19°43′ с. ш. 145°41′ в. д.           |
| 4                | Агрихан (Agrigan)             | 43,51        | —                      | 965             | Гора Агрихан        | 18°46′ с. ш. 145°40′ в. д.           |
| 5                | Паган                         | 47,24        | —                      | 579             | Гора Паган          | 18°08′36″ с. ш. 145°47′39″ в. д.     |
| 6                | Аламаган                      | 11,11        | —                      | 744             | Аламаган            | 17°35′ с. ш. 145°50′ в. д.           |
| 7                | Гугуан                        | 3,87         | —                      | 301             |                     | 17°20′ с. ш. 145°51′ в. д.           |
| 8                | Банка Зеландия                | >0           | —                      | >0              |                     | 16°45′ с. ш. 145°42′ в. д.           |
| 9                | Сариган                       | 4,97         | —                      | 549             |                     | 16°43′ с. ш. 145°47′ в. д.           |
| 10               | Анатахан                      | 31,21        | —                      | 787             |                     | 16°22′ с. ш. 145°40′ в. д.           |
| 11               | Фаральон-де-Мединилья         | 0,85         | —                      | 81              |                     | 16°01′ с. ш. 146°04′ в. д.           |
| Южные острова    |                               |              |                        |                 |                     |                                      |
| 12               | Сайпан                        | 115,38       | 48 220                 | 474             | Гора Тапочау        | 15°11′06″ с. ш. 145°44′28″ в. д.     |
| 13               | Тиниан                        | 101,01       | 3136                   | 170             | Кастию (Lasso Hill) | 14°57′12″ с. ш. 145°38′54″ в. д.     |
| 14               | Агихан (Agiguan)              | 7,10         | —                      | 157             | Алутом              | 14°42′ с. ш. 145°18′ в. д.           |
| 15               | Рота                          | 85,39        | 2527                   | 491             | Гора Манира         | 14°08′37″ с. ш. 145°11′08″ в. д.     |
|                  | Северные Марианские Острова   | 463,63       | 53 883                 | 965             | Гора Агрихан        | 14°08' — 20°33’N, 144°54° — 146°04’E |

Населены только острова Сайпан, Тиниан и Рота. 

## Крайние точки
- Северная – Фаральон-де-Пахарос 20°33′13″ с. ш. 144°53′36″ в. д.HGЯO
- Восточная – Фаральон-де-Мединилья 16°01′30″ с. ш. 146°03′53″ в. д.HGЯO
- Южная – Пунтан-Маликок, Рота 14°06′38″ с. ш. 145°10′16″ в. д.HGЯO
- Западная – Фаральон-де-Пахарос 20°32′27″ с. ш. 144°53′10″ в. д.HGЯO

## Климат
На островах тропический морской климат, смягчаемый сезонными северо-восточными пассатами. Сезонные колебания температуры незначительны. Сухой сезон длится с декабря по июнь, а сезон дождей — с июля по ноябрь, в это время могут случаться тайфуны. Книга рекордов Гиннеса назвала климат Сайпана самым ровным климатом в мире. В период наблюдений 1927—1935 годов включительно самая низкая температура здесь была зарегистрирована 30 января 1934 г. (+19,6 °C), а самая высокая — 9 сентября 1931 г. (+31,4 °C).